# Harrison H. Schmitt
Harrison Hagan "Jack" Schmitt (nascut a Santa Rita, Nou Mèxic el 3 de juliol de 1935) es un geòleg, astronauta i polític estatunidenc. Va ser el dotzè i últim home en trepitjar la Lluna i el penúltim en abandonar-la.

## Primers anys i educació
Va néixer a Santa Rita, Nou Mèxic, però va ser criat a Silver City, del mateix estat. Va acabar el batxillerat en ciències a l'Institut de Tecnologia de Califòrnia, l'any 1957, i després va invertir un any estudiant geologia a la Universitat d'Oslo, Noruega. L'any 1964 va rebre un doctorat en Geologia per la Universitat Harvard.

## Carrera en la NASA
Abans d'unir-se a la NASA com a membre del primer grup d'astronautes científics, el Juny de 1965, va treballar al Centre d'Inspecció Geològica i Astrogeològica d'Arizona, desenvolupant tecnologies que després serien utilitzades pels tripulants de les naus Apollo. La seva figura va ser clau en l'entrenament de nous astronautes en l'observació de les característiques geològiques estant en òrbita lunar i bons treballadors geològics quan estiguessin a la superfície de la Lluna. Abans de tripular les expedicions, va participar en l'estudi de les roques lunars mostrejades en viatges anteriors.
Com que Schmitt era l'únic geòleg de la NASA, era raonable que invertís molt de temps en l'anàlisi de les mostres i després esdevingués perit dels sistemes del mòdul lunar i del mòdul de comandament i servei. Per això no va sorprendre quan el març del 1970 va ser seleccionat com a tripulant de reserva de l'Apollo 15, essent el primer científic-astronauta seleccionat a tal efecte. Però va haver d'esperar fins a l'agost de 1971 per ser seleccionat per participar en la missió Apollo 17. Inicialment Schmitt va proposar fer l'allunatge a prop del cràter Tsiolkovski, a la cara oculta de la Lluna, però la seva idea va ser rebutjada per la NASA, en ser considerada massa perillosa. Probablement, durant el trajecte amb la nau, Schmitt va capturar la famosa fotografia panoràmica de la Terra denominada The Blue Marble, que va ser assignada a tots els tripulants de l'Apollo17, encara que Schmitt en reclama l'autoria. Després del viatge, l'últim tripulat a la Lluna, Schmitt va dedicar-se a analitzar les mostres obtingudes.